# Imperial Trophy

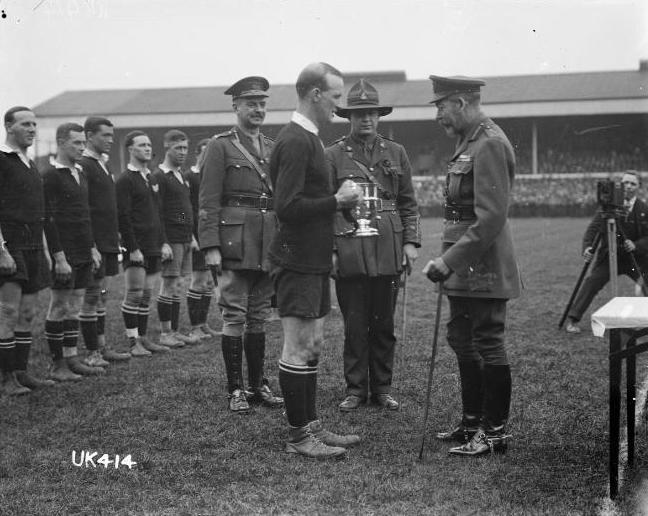
George V remet la King’s Cup au capitaine de l'équipe victorieuse, le Néo-Zélandais James Ryan.

L'Imperial Trophy est la toute première compétition de rugby à XV reconnue (le Tournoi des Cinq Nations ne le sera qu'en 1993), donnant lieu à l'attribution d'une récompense : le Trophée Impérial.

## Participants

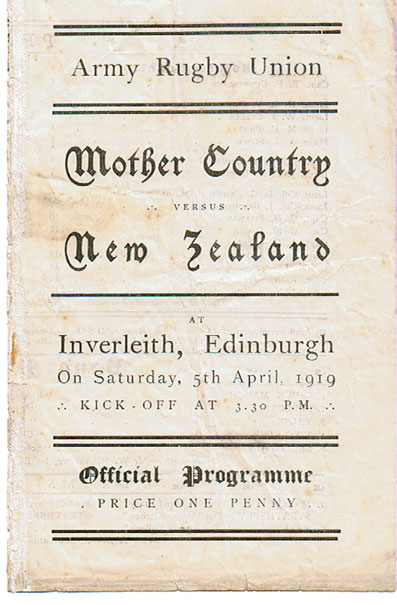
Programme de la rencontre forces armées britanniques vs néo-zélandaises.

Six équipes militaires le disputèrent sur le sol de Grande-Bretagne, durant un mois, de mars à avril 1919 à travers dix stades. L'Armée de Terre et la Royal Air Force étaient les deux équipes britanniques, et les quatre des dominions du Commonwealth étaient celles des Kiwis néo-zélandais, des australiens, des sud-africains et des canadiens. La Nouvelle-Zélande remporta le trophée.

## Tournée néo-zélandaise contre la France
Après sa victoire, la Nouvelle-Zélande rencontre dans la foulée pour parachever ses victoires internationales la France (équipe Armée française de René Crabos et Adolphe Jauréguy) à Twinckenham le 19 avril 1919 (score 20 - 3).  
Deux matchs-revanche eurent lieu ensuite sur le sol français, au début de mai 1919, entérinant définitivement la suprématie néo-zélandaise complète : résultats 10 - 16 à Colombes puis 13 - 14 à Toulouse.
Un mois et demi plus tard démarraient les Jeux Interalliés. L'ensemble des matchs interarmées de l'année 1919 ne furent pas officiellement comptabilisés comme sélections par la FFR qui devait naître le 11 octobre 1920, sans réelle explication.
| 19 avril 1919 | Nouvelle-Zélande                                         | 20 - 3, | France             | Stade de Twickenham, Londres 18 000 spectateurs |
| 19 avril 1919 | Essai(s) : 6 essais Transformation(s) : 1 transformation |         | Essai(s) : 1 essai | Stade de Twickenham, Londres 18 000 spectateurs |
| 19 avril 1919 |                                                          |         |                    | Stade de Twickenham, Londres 18 000 spectateurs |

| Nouvelle-Zélande Titulaires J. O'Brien 15 P. Storey 14 J. Stohr 13 J. Ford 12 A. Singe 11 J. Ryan 10 C. Brown 9 W. Fear 8 M. Cain 7 E. Hassell 6 J. Moffatt 5 J. Kiswick 4 A. Wilson 3 E. Belliss 2 A. West 1 Remplaçants X X |  |  |  | France Titulaires 15 Mazarico 14 Jauréguy 13 Lasserre 12 Rieu 11 Desmoulins 10 Domercq 9 Struxiano 8 Vacqué 7 Galliay 6 Soulié 5 Thierry 4 Cassayet 3 Mauco 2 Pons 1 Dillenseger Remplaçants Chilo Crabos Strolh Soulié |

| 4 mai 1919 | France                                                    | 10 - 16 | Nouvelle-Zélande                                                                   | Stade du Matin, Colombes Arbitre : M. A-H. Muhr |
| 4 mai 1919 | Essai(s) : 2 essais Transformation(s) : 2 transformations |         | Essai(s) : 3 essais Transformation(s) : 2 transformations Pénalité(s) : 1 pénalité | Stade du Matin, Colombes Arbitre : M. A-H. Muhr |
| 4 mai 1919 |                                                           |         |                                                                                    | Stade du Matin, Colombes Arbitre : M. A-H. Muhr |

| France Titulaires Mazarico 15 Jauréguy 14 Lasserre 13 Rieu 12 Desmoulins 11 Domercq 10 Struxiano 9 Galliay 8 Guichemerre 7 Vacqué 6 Thierry 5 Cassayet 4 Mauco 3 Pons 2 Dillenseger 1 Remplaçants Chilo Crabos Strolh Soulié |  |  |  | Nouvelle-Zélande Titulaires 15 J. O'Brien 14 P. Storey 13 J. Stohr 12 J. Ford 11 A. Singe 10 J. Ryan 9 C. Brown 8 W. Fear 7 M. Cain 6 C. Hassell 5 J. Kiswick 4 L. Cockroft 3 A. Wilson 2 A. West 1 E. Belliss Remplaçants X X |

| 11 mai 1919 | France                                                    | 13 - 14 | Nouvelle-Zélande                                         | Stade des Ponts-Jumeaux, Toulouse Arbitre : M. Magnanou |
| 11 mai 1919 | Essai(s) : 3 essais Transformation(s) : 2 transformations |         | Essai(s) : 4 essais Transformation(s) : 1 transformation | Stade des Ponts-Jumeaux, Toulouse Arbitre : M. Magnanou |
| 11 mai 1919 |                                                           |         |                                                          | Stade des Ponts-Jumeaux, Toulouse Arbitre : M. Magnanou |

| France Titulaires Balansa 15 Jauréguy 14 Crabos 13 F. Cayrefourcq 12 E. Cayrefourcq 11 Rieu 10 Struxiano 9 Galliay 8 Guichemerre 7 Vacqué 6 Thierry 5 Cassayet 4 Mauco 3 Pons 2 Strolh 1 |  |  |  | Nouvelle-Zélande Titulaires 15 J. O'Brien 14 P. Storey 13 J. Stohr 12 J. Ford 11 Fogarty 10 J. Ryan 9 C. Brown 8 W. Fear 7 M. Cain 6 C. Hassell 5 J. Kiswick 4 L. Cockroft 3 A. Wilson 2 A. West 1 E. Belliss |